# 大串重親
大串 次郎 重親（おおくし の じろう しげちか）は、平安時代後期の武士。武蔵国出身。
武蔵国を拠点とした武士団、武蔵七党の一つ、横山党の出身。大串氏は、由木保経の次男・孝保が称したのに始まり、武蔵国横見郡大串郷（現在の比企郡吉見町大串）を本領とする家柄であり、重親はその孝保の子であった。畠山重忠とは烏帽子親、烏帽子子の関係にあり、名前の「重」の一字は重忠から拝領したものと考えられている。
宇治川の戦いにおいて、重親は川を渉る際に馬を流され溺れかけたが、徒歩で渡河し、同じく馬を流されて徒歩で渡っていた畠山重忠にしがみついた。怪力で知られる重忠は重親を掴んで向こう岸まで投げ飛ばした。岸まで投げ飛ばされた重親は、大勢の敵を前にして、我こそが徒立ちの先陣（騎乗での先陣は佐々木高綱）であると大声で宣言し、敵味方から笑いが起こったという逸話が『平家物語』に描かれている。奥州合戦では、重忠に随伴し、阿津賀志山の合戦で敵の総大将藤原国衡を討ち取ることに貢献した。和田義盛が矢を射掛けて国衡が負傷してうろたえたところに重親の部隊が猛攻撃をしかけ、深田に馬の足を捕らわれもたついている国衡を討ち取り首級をあげたことが、『吾妻鏡』に記されている。重親は討ち取った国衡の首を重忠に渡したが、この後国衡討伐の功績を巡り重忠と和田義盛の間で口論が生じることとなった。
源平盛衰記によれば重忠が追討された二俣川の戦いにも参戦していた。このとき重親は安達景盛などと共に重忠と対峙したが、弓を収めて撤退した。北条時政の讒訴によって追討されることとなった重忠への同情からの行動だといわれる。
金蔵院にある宝篋印塔二基の内一つが、重親の墓ではないかと推定されている。この塔は古くから重親の墓と言い伝えられてきたが、作られた年代が重親の生きた時代と百年以上差異があるなどの点もあるため重親の墓であるかどうか判然としていない。
地元である比企郡吉見町大串ではいくつかの伝承が伝わる重親だが、史料での言及頻度は烏帽子親の重忠と比べると少ない。
太田道灌の書状である『太田道灌状』に名前が見える大串弥七郎は、重親の子孫と考えられている。